# 李盛和
李盛和（?—?），湖北省蘄水縣人，清朝政治人物、進士出身。
光緒三十年，會試第172名；殿試登進士二甲42名，后授以兵部主事。	